# Saint-Jean-Saint-Maurice-sur-Loire

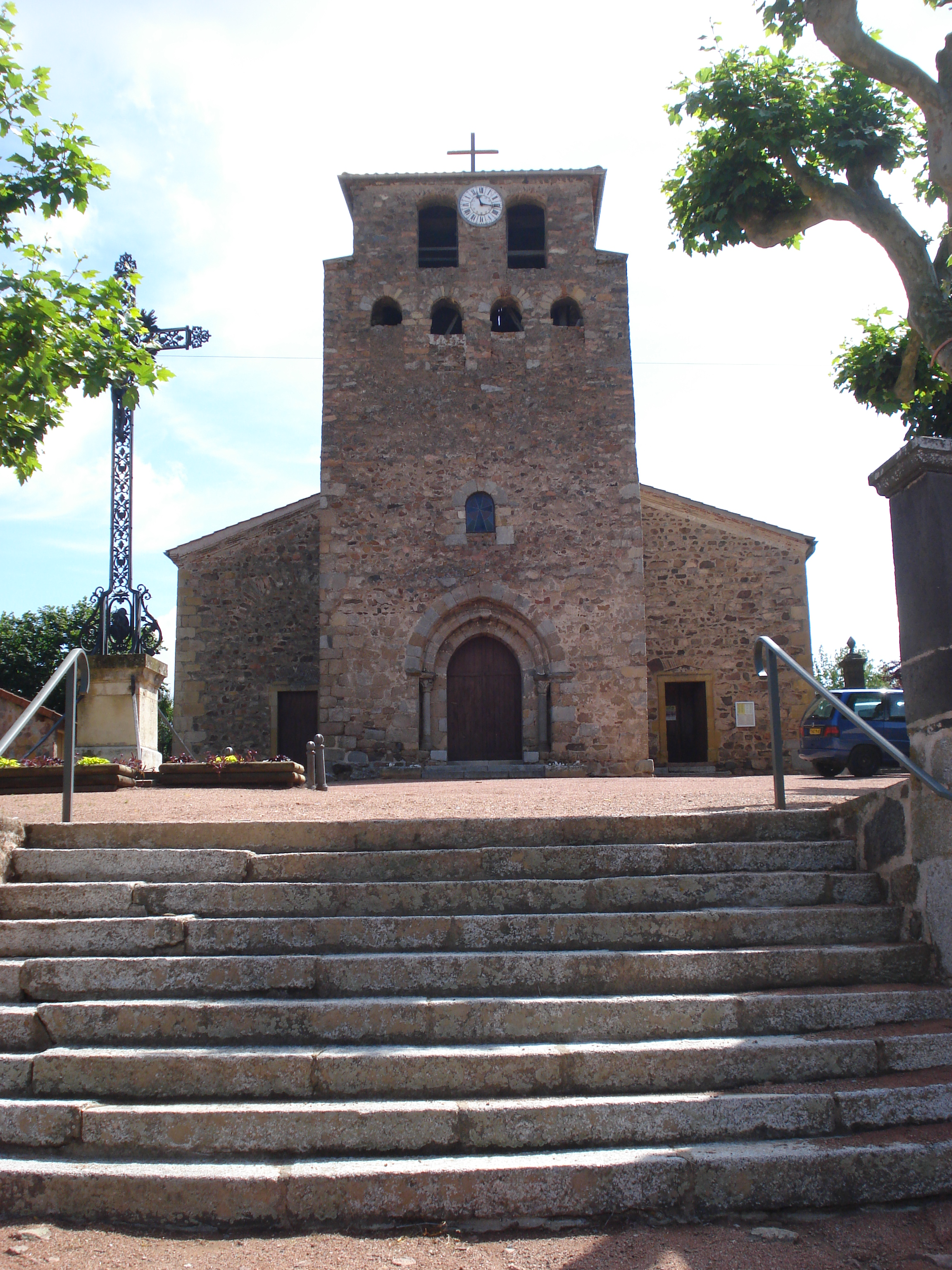
Kościół w Saint-Jean-Saint-Maurice-sur-Loire, 2009

Saint-Jean-Saint-Maurice-sur-Loire – miejscowość i gmina we Francji, w regionie Owernia-Rodan-Alpy, w departamencie Loara.
Według danych na rok 1990 gminę zamieszkiwało 1061 osób, a gęstość zaludnienia wynosiła 45 osób/km² (wśród 2880 gmin regionu Rodan-Alpy Saint-Jean-Saint-Maurice-sur-Loire plasuje się na 747. miejscu pod względem liczby ludności, natomiast pod względem powierzchni na miejscu 374.).